# Kinana
Los Kinana (en árabe: كِنَاَنَة‎, romanizado: Kināna) fueron una tribu árabe con base alrededor de La Meca en la zona costera de Tihama y las montañas de Hejaz. Los coraichitas de La Meca, la tribu del profeta Mahoma, era una rama de los Kinana. Varias tribus modernas en todo el mundo árabe remontan su linaje a esta tribu.

## Ubicación
El territorio tribal tradicional de los Kinana se extendía desde la parte del litoral de Tihama, cerca de La Meca hacia el noreste, hasta los límites del territorio de sus parientes tribales, los Banu Asad.

## Historia

### Orígenes y ramas

Ubicaciones aproximadas de algunas de las tribus importantes de la península arábiga en los albores del Islam (alrededor del año 600 d. C.).

En la tradición genealógica árabe, el ancestro epónimo de la tribu era Kinana ibn Khuzayma ibn Mudrika ibn Ilyas. La tribu atribuyó su ascendencia a Ismael, quien se casó con una mujer de la tribu árabe Jurhum y se estableció en las cercanías de La Meca según la tradición islámica. Los Kinana eran politeístas y su culto se centraba en la diosa al-Uzza. La tradición islámica sostiene que los Kinana y los demás descendientes de Ismael se dispersaron gradualmente por el norte de Arabia, perdiendo su fe original y cayendo en la idolatría.
Había seis ramas principales de la tribu, a saber, los grupos Nadr, Malik, Milkan, Amir, Amr y Abd Manat. Los Nadr eran la tribu madre de los Coraichitas, la tribu del cual era Mahoma, que se contaba independientemente de los Kinana. El Abd Manat incluía el subgrupo particularmente fuerte de Bakr ibn Abd Manat, cuyas ramas principales eran Mudlij, Du'il, Layth y Damra. El subgrupo Ghifar pertenecía a los Damra o provenía directamente de Abd Manat. Otra rama, Harith ibn Abd Manat, formó el núcleo del grupo Ahabish, una colección de pequeños clanes probablemente sin parentesco.
El antepasado de los Quraysh, Fihr ibn Malik ibn Nadr, emergió como líder de los Kinana en una fecha incierta en su victoria contra una rama de los himyaritas del sur de Arabia. Su descendiente, Qusayy ibn Kilab, fue respaldado por los Kinana en su captura de la ciudad santuario de La Meca, hogar de la Kaaba. La posición de Qusayy entre los miembros de la tribu se vio reforzada por el apoyo del jefe de Kinani, Ya'mar ibn Amr, del grupo Layth; los Bakr generalmente se oponían a Qusayy. La Guerra de Fijar fue precipitada por el asesinato de un jefe de los Banu Kilab por el Kinani al-Barrad ibn Qays, que era un hombre de los Damra exiliado por su tribu, pero protegido por los Du'il y manteniendo una relación confederada con los el jefe Qurayshita Harb ibn Umayya. Los Kilab y sus parientes tribales Hawazin movieron contra los Quraysh en represalia, y los Kinana, incluidos los Bakr, acudieron al respaldo de los Quraysh. Los Bakr permanecieron hostiles hacia los Quraysh, y las tensiones aumentaron cuando un jefe de los Bakr fue asesinado en venganza por el asesinato de Kinani de un joven Qurayshita; Las costumbres tribales no daban a los jóvenes el mismo estatus como jefes.

### Periodo islámico temprano
Los historiadores islámicos no vieron las acciones de los Kinana como una tribu unida en la época de Mahoma, aunque varios de los vástagos de la tribu, incluidos los Quraysh, desempeñaron papeles fundamentales en la formación y difusión del Islam. Los Quraysh inicialmente se opusieron a Mahoma y su mensaje monoteísta, pero debido a tensiones previas con los Bakr, dudaban en actuar contra él y sus seguidores en Badr en 624 sin garantías de seguridad por parte de Kinana. El grupo Mudlij prometió no atacar a los Quraysh por la retaguardia y así se movieron contra Mahoma, quien los derrotó en ese enfrentamiento. Más tarde, un ataque de los Bakr a los aliados de Mahoma, los Khuza'a, llevó a Mahoma a declarar su conquista de La Meca en 630. En esto recibió el respaldo de los Ghifar, Layth y Damra.

Tras la conquista de La Meca, hay poca información sobre los Kinana. Un importante miembro de la tribu de los Du'il, Abu al-Aswad al-Du'ali, fue considerado un aliado del califa Ali, primo y yerno de Mahoma. Los Kinana fueron uno de los componentes principales de la guarnición tribal árabe de Yund Filastin (distrito militar de Palestina) tras su conquista por los musulmanes en la década de 630; los otros componentes principales fueron los Judham, Lájmidas, Khuza'a, Khath'am y Azdís. El califa Umar (r. 634-644) nombró a dos hombres del Kinana, Alqama ibn Mujazziz y Alqama ibn Hakim, como gobernadores duales de Palestina, con el primero basado en Jerusalén y el último probablemente en Lod, alrededor del 638 al 639; este último siguió siendo gobernador hasta que fue reemplazado por Mu'awiya ibn Abi Sufyan por el califa Uthmán (r. 644–656). La jarya del califa omeya Yazid II (r. 720-724), Hababah, mencionó la presencia de Kinana en Palestina en verso:
Una tropa de los Kinana a mi alrededor
En Palestina, rápidamente montando sus corceles.
Se registró que los Kinana mantuvieron una presencia, aunque debilitada, alrededor de La Meca en hacia 844 al 845.

### Período islámico medio
Los emires y feudos de los Kinana en el sur de Palestina partieron hacia el Egipto fatimí tras la captura de la ciudad portuaria de Ascalón por los cruzados en 1153. El visir fatimí Talai ibn Ruzzik reasentó a los miembros de la tribu en Damieta y sus alrededores, donde se les conoció como los Kinaniyya. Bajo los ayyubíes, los Kinaniyya se contaron fiscalmente como tropas de segundo nivel, pagaban la mitad de la tarifa de los soldados kurdos, turcos y turcomanos, pero significativamente más que los auxiliares árabes. Los miembros de la tribu Kinani lucharon con Qadi al-Fadil, un comandante del sultán ayubí Saladino, contra los cruzados en la batalla de Montgisard cerca de Ramla, donde las fuerzas de Saladino fueron derrotadas. Presumiblemente fueron utilizados debido a su familiaridad con el área alrededor de Ramla en el sur de Palestina.
En junio de 1249, las fuerzas navales de Luis IX  (alrededor de 700 barcos), desembarcaron en Damietta como parte de la Séptima Cruzada. La guarnición de los Kinani de la ciudad, conocida entonces por su valentía, huyó al ver la llegada de los cruzados junto con la guarnición egipcia dirigida por Fakhr al-Din. El sultán ayubí as-Salih Ayyub ejecutó en consecuencia a los comandantes de los desertores de los Kinani.